# Autoroute espagnole M-23
La M-23 est une autoroute appartenant à la Communauté de Madrid. Elle relie le périphérique au second périphérique à l'est de Madrid.
Elle permet de doubler l'A-3 entre les deux ceintures périphériques dont la circulation est très chargée. En effet les automobilistes désirant rejoindre un des périphériques dans cette zone pourra emprunter la M-23 au lieu de l'A-3. 

Elle permet de soulager l'entrée de Madrid en venant de l'est via la R-3 jusqu'au périphérique.

## Tracé
- La M-23 débute à l'est de Madrid où elle se détache de la M-30 sur le prolongement de la Calle de O'Donnell.
- Elle se termine en prolongeant la R-3 au niveau du croisement avec la M-40

## Sorties
| Numéro de la sortie | Nom de la sortie                            | Bifurcation |
| ------------------- | ------------------------------------------- | ----------- |
|                     | Madrid Est - Madrid-Calle de O'Donnell      | M-30        |
| 02                  | Estrella - Vinateros                        |             |
|                     | Toutes Directions Valence - Arganda del Rey | M-40 R-3    |